# Еврейский музей «Галиция»
Еврейский музей «Галиция» (англ. Galicia Jewish Museum, пол. Żydowskie Muzeum Galicja) посвящён следам еврейской жизни и культуры в Галиции. Музей находится в Кракове, в бывшем еврейском квартале Казимеж.

## История возникновения
Музей был создан в 2004 году по инициативе фотографа-журналиста Крис Шварца и профессора Бирмингемского университета Джонатана Веббера в память о еврейском населении Галиции до Холокоста.
После преждевременной смерти Крис Шварца в 2007 году директором музея стала Кейт Крэдди. В 2010 году её сменил Якуб Новаковский. Официальным языком музея остался английский. Сегодня музей ежегодно принимает около 30 000 посетителей со всего света.
Отличительной чертой музея является возможность встреч и разговоров посетителей с праведниками мира и выжившим в Холокосте.

## Выставки
Главная выставка музея «Traces of Memory» (Следы памяти), результат двенадцатилетнего сотрудничества Шварца и Веббера, посвящена 800-летнему периоду процветания еврейской культуры в западной Галиции — сегодняшней южной Польше. Выставка состоит из фотографий синагог, кладбищ, еврейской архитектуры и искусства, следов и символов еврейского быта. Часть выставки посвящена Холокосту и концлагерю Освенцим.
В 2008 году Еврейский музей Галиция в сотрудничестве с музеем Освенцима разработал выставку «Polish Heroes» (Польские герои) о праведниках мира, которая сегодня выставлена в шести музеях в Польше, Англии и Соединённых Штатах.
В настоящий момент в музее кроме главной выставки находится временная выставка о межвоенном периоде во Львове.

## Прочее

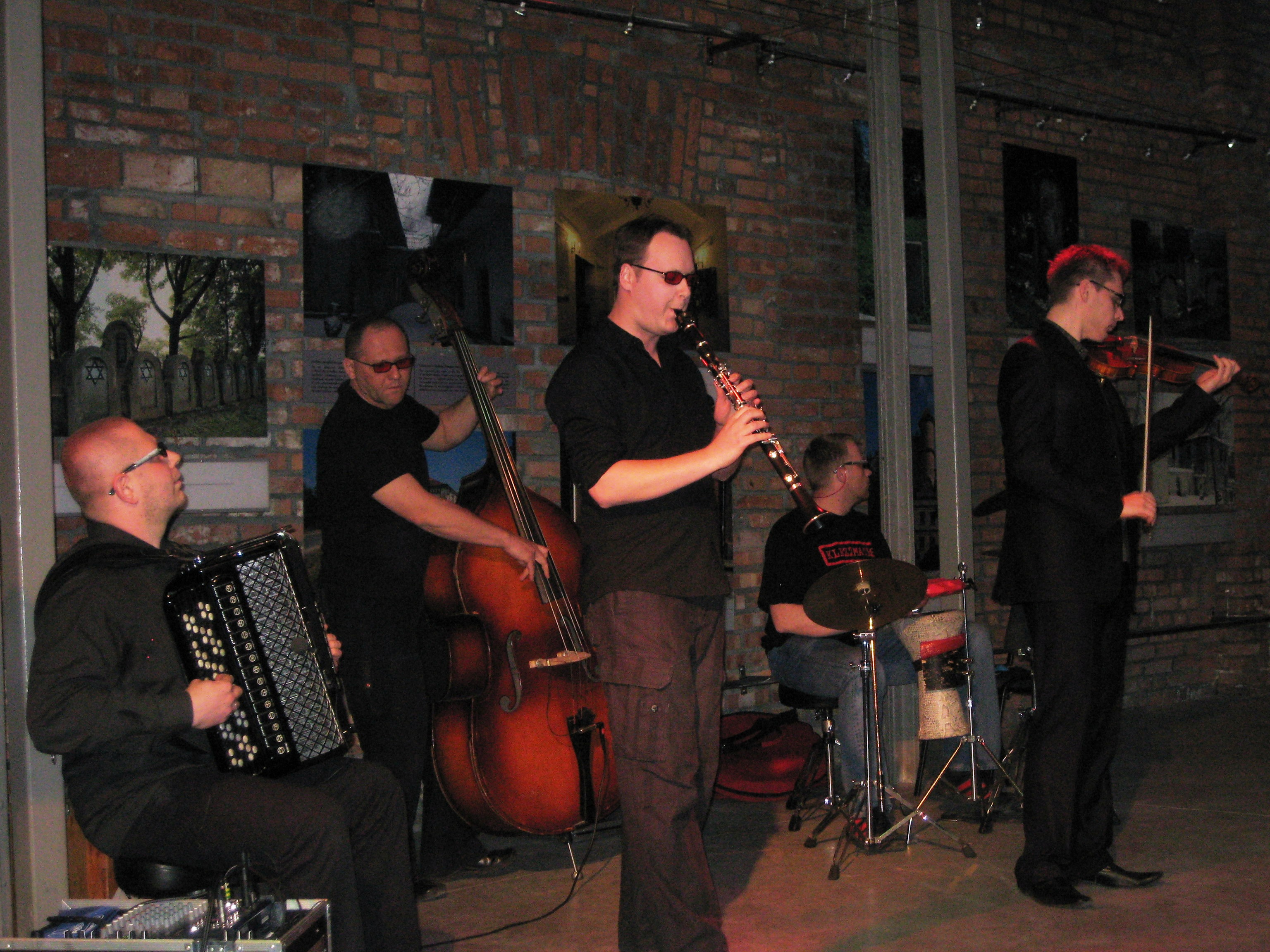
Концерт клезмерской музыки в музее (2009)

С 2010 года Еврейский музей «Галиция» является официальным партнером Австрийской службы за границей.
В музее регулярно проводятся концерты клезмерской музыки и другие культурные мероприятия.